# Boľkovce
Boľkovce es un municipio del distrito de Lučenec en la región de Banská Bystrica, Eslovaquia, con una población estimada a final del año 2024 de 626 habitantes.
Se encuentra ubicado en el centro-sur de la región, en el valle del río Ipoly —un afluente izquierdo del Danubio— y cerca de la frontera con Hungría.

## Demografía
| Año        | 1994 | 2004    | 2014    | 2024    |
| ---------- | ---- | ------- | ------- | ------- |
| Población  | 625  | 656     | 620     | 626     |
| Diferencia |      | +4,96 % | −5,48 % | +0,96 % |

| Año        | 2023 | 2024    |
| ---------- | ---- | ------- |
| Población  | 628  | 626     |
| Diferencia |      | −0,31 % |